# Wesele w Landshut

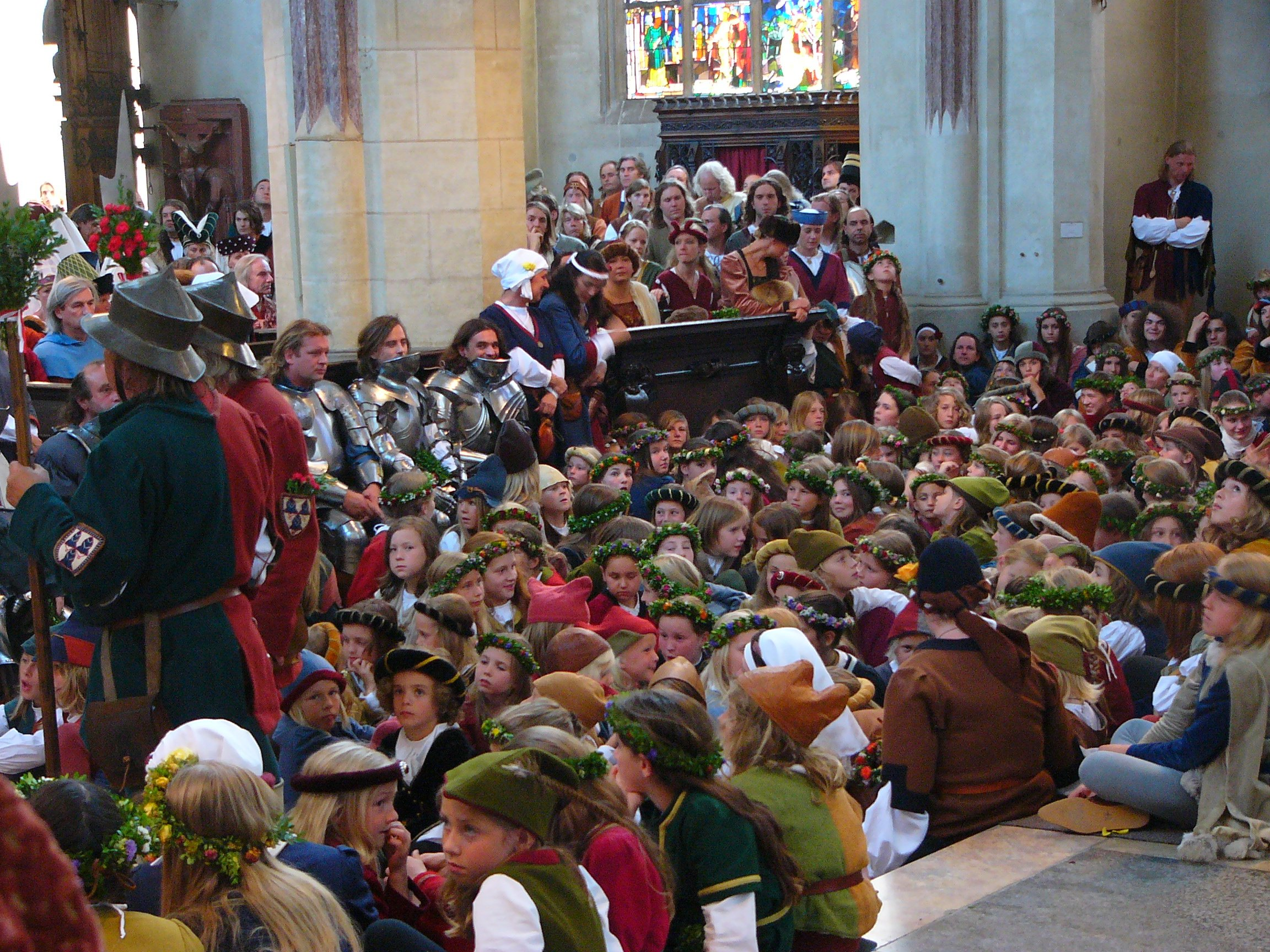
W poniedziałek po oficjalnym zakończeniu wesela odbywa się w landshuckiej bazylice msza dziękczynna

Wesele w Landshut (niem. Landshuter Hochzeit) – festyn miejski organizowany od 1903 w Landshut jako rekonstrukcja historyczna  wesela Jadwigi Jagiellonki i Jerzego Bogatego (1475).
W 1902 roku właściciel restauracji Georg Trippel i fabrykant Joseph Linnbrunner założyli stowarzyszenie „Die Förderer”, mające na celu zorganizowanie repliki słynnego wesela. Pierwszy festiwal w Landshut odbył się w roku następnym, kolejne odbywały się co cztery lata z przerwą na okres I i II wojny światowej.

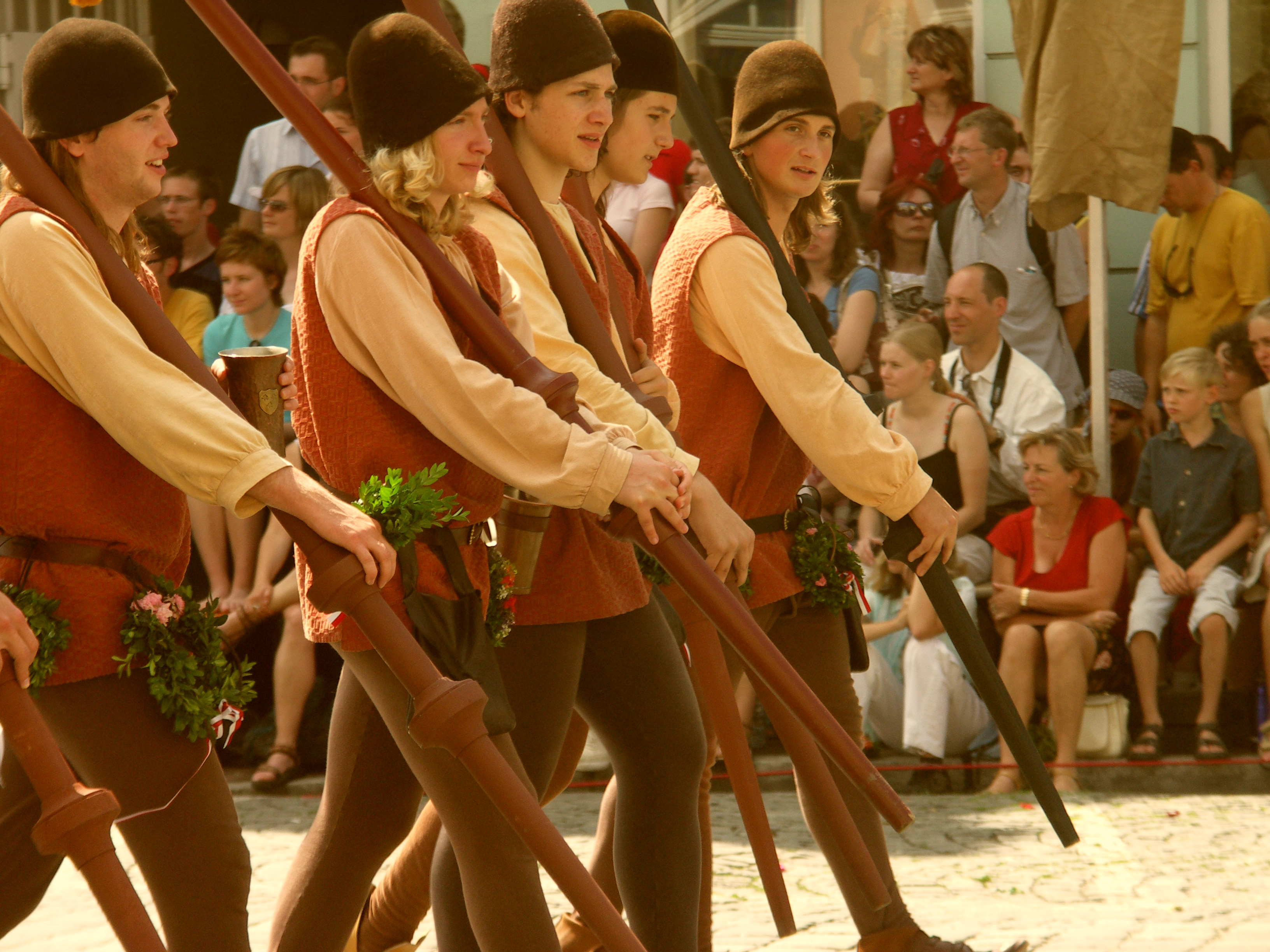
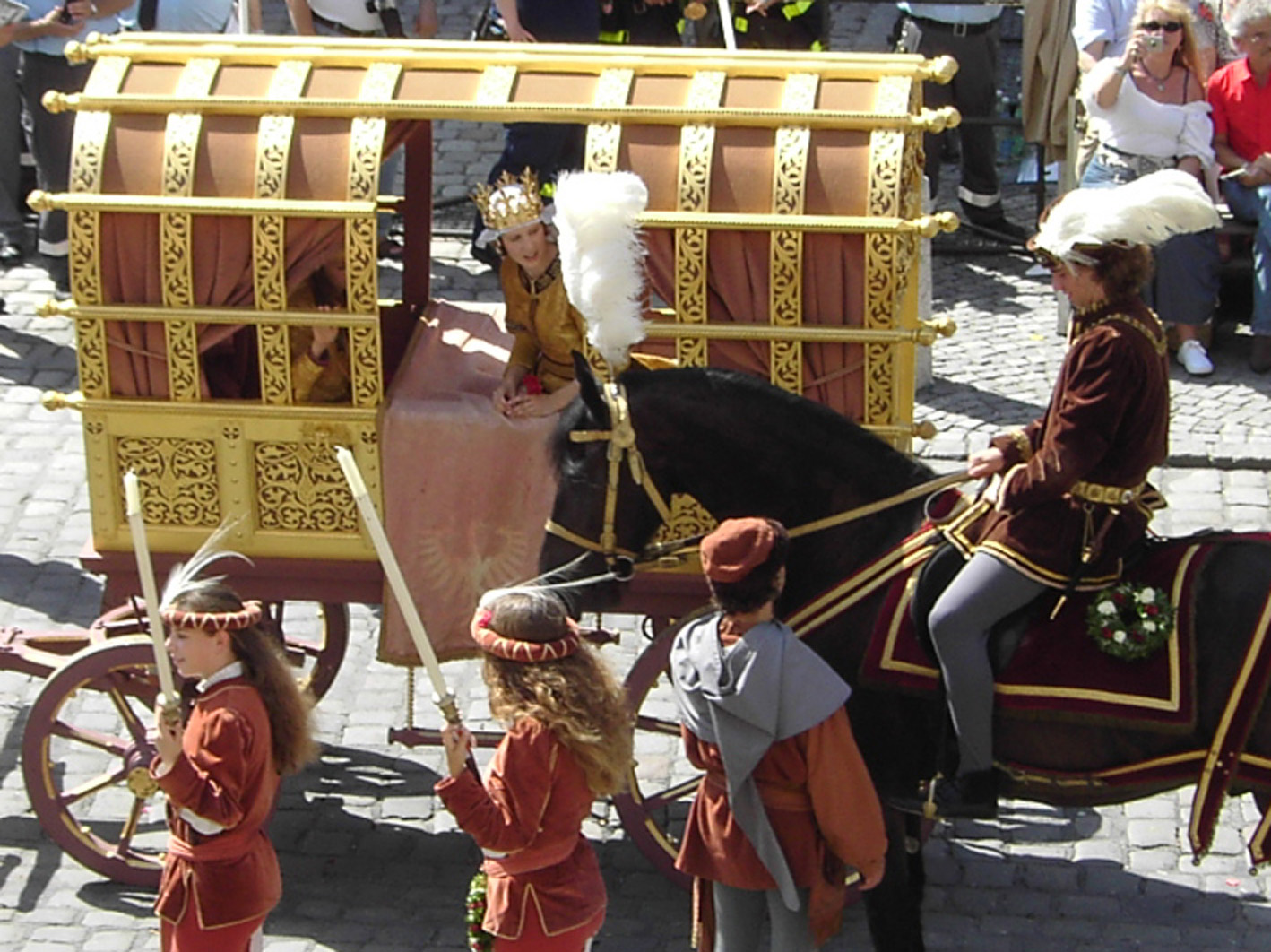
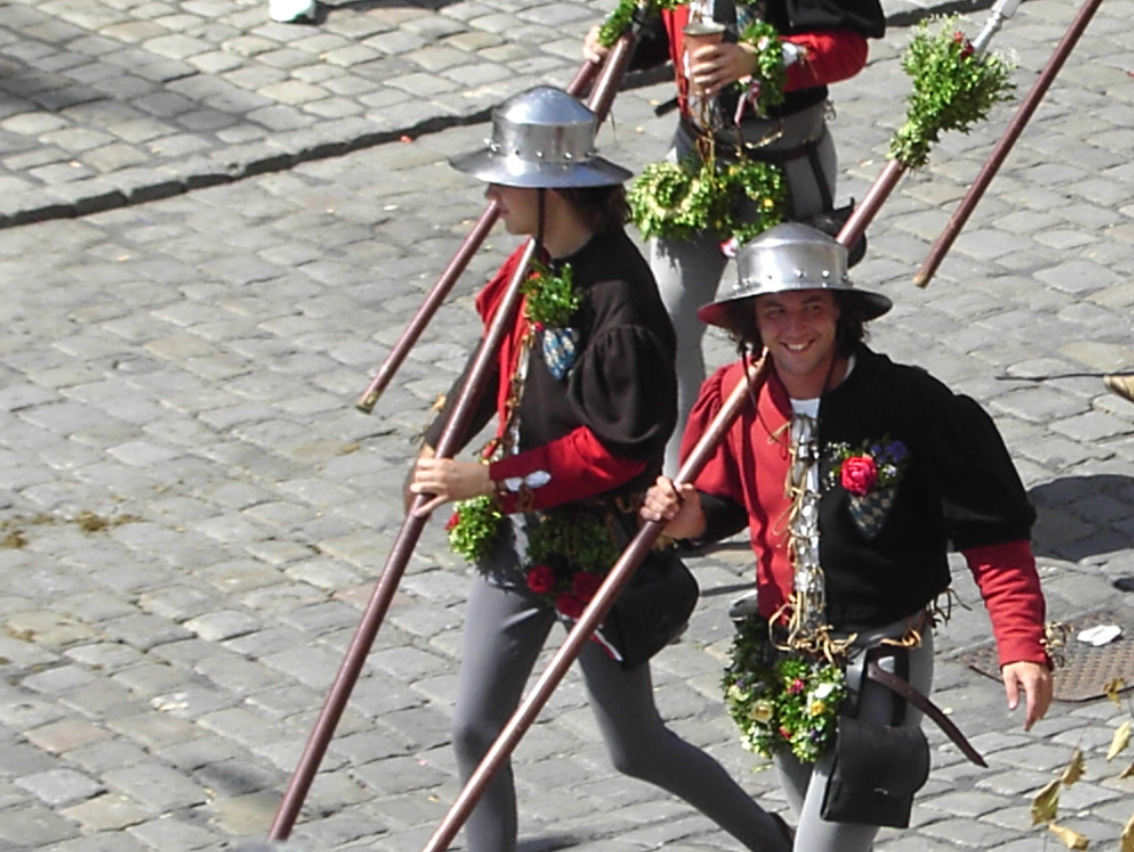
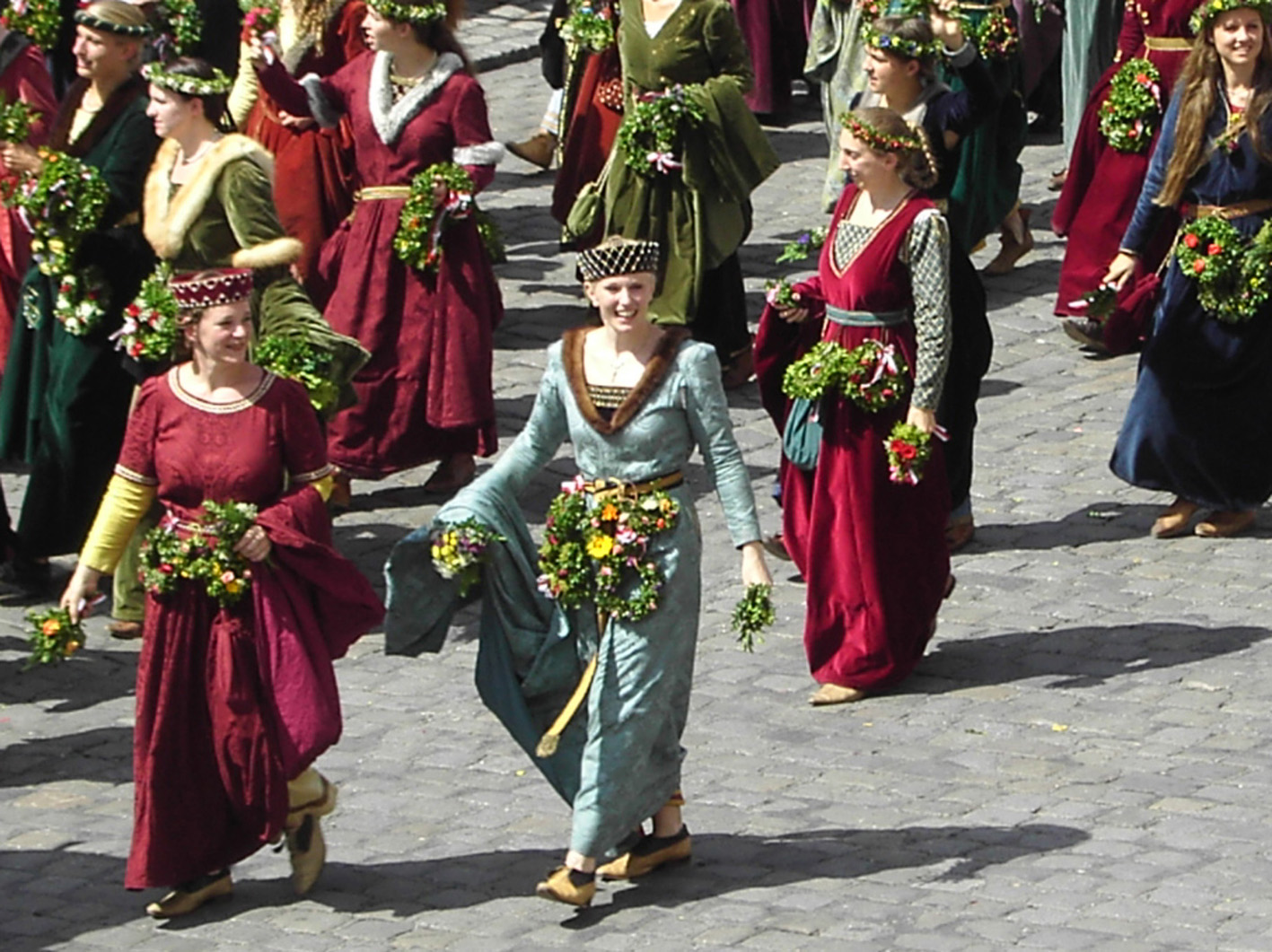